# Jacqueline de Chimay
Jacqueline de Chimay est un écrivain français.

## Œuvres
- Les Jardins à travers le monde, 1962. Prix Véga et Lods de Wegmann 1963.
- À bâtons rompus : sur le dos de mes contemporains, 1979.